# Газозбірна система проекту Ін-Салах
Газозбірна система проєкту Ін-Салах – сукупність трубопроводів, які транспортують продукцію газових родовищ проєкту Ін-Салах до установки підготовки.
В 2004 році в межах проєкту почала роботу установка підготовки Кречба, яка випускає доведний до специфікацій товарний газ. Майданчик для неї обрали на найпівнічнішому родовищі групи, а для подачі ресурсу з інших облаштували мережу газопроводів, що первісно включала:
- ділянку довжиною 62 км та діаметром 600 мм від родовища Рег;
- ділянку довжиною 13 км та діаметром 600 мм від родовища Тегуентур;
- ділянку довжиною 60 км та діаметром 950 мм, що починається від місця сходження турбопроводів з Рег та Тігуентур і прямує до Кречби.
В 2016-му ввели в дію чотири південні родовища групи, видача продукції яких відбувається через:
- лінію довжиною біля восьмидесяти кілометрів в діаметрі 400 мм, що починається на найпівденнішому родовищі Гур-Мухамед, проходить через родовища Ін-Салах та досягає установки осушки, розташованої на родовищі Гассі-Мумене;
- лінію довжиною біля тридцяти кілометрів в діаметрі 400 мм від родовища Гарат-Ель-Банінат до установки осушки Гассі-Мумене;
- турбопровід довжиною біля семидесяти кілометрів на діаметром 900 мм від установки осушки Гассі-Мумене до родовища Рег;
- другу нитку діаметром 600 мм від Рег до Кречби.
Проміжна установку осушки Гассі-Мумене пропускною здатністю 14 млн м3 на добу знадобилась з огляду на те, що високий рівень води в продукції родовищ південної групи в комбінації з підвищеним вмістом діоксиду вуглецю має сильний корозійний вплив на трубопроводи (з огляду на це ділянки Гур-Мухамед – Ін-Салах – Гассі-Мумене та Гарат-Ель-Банінат – Гассі-Мумене необхідно було виконувати із сталі з вмістом хрому 13%, що значно здорожчувало вартість трубопроводів).